# Rhamnus nigricans
Rhamnus nigricans är en brakvedsväxtart som beskrevs av Hand.-mazz.. Rhamnus nigricans ingår i släktet getaplar, och familjen brakvedsväxter. Inga underarter finns listade i Catalogue of Life.